# Фердінандо Мартіні
Фердінандо Мартіні (італ. Ferdinando Martini; 30 липня 1841, Флоренція, муніципальне управління міста Флоренції — 24 квітня 1928, Монсуммано-Терме, Тоскана) — італійський письменник і політик, губернатор Італійської Еритреї (1897—1907).

## Біографія
Народився у місті Флоренція. Син театрального письменника Вінченцо Мартіні. Працював письменником та журналістом, співпрацював із газетою Il Fanfulla і заснував видавництво Fanfulla della domenica, був редактором до 1882 року. Із 1882 по 1885 роки — професор Пізанського університету. 
У 1876 році обраний до парламента Королівства Італії. Призначений міністром колоній Італії в уряді Антоніо Саландра і обіймав посаду міністра народної освіти при Джованні Джолітті. Із 1897 по 1907 роки був губернатором Італійської Еритреї. Його управління привело Еритрею до скромного, але здорового і збалансованого розвитку, заснованого насамперед на процвітаючих плантаціях.
Із 1 березня 1923 року в Сенаті Італії. У 1920 році опублікував відомі записки про час перебування губернатором Італійської Еритреї.
У 1925 році був одним із засновників Інституту Італійської енциклопедії.
Помер у Монсуммано-Термі.

## Праці
- Chi sa il gioco non l'insegni. Proverbio in un atto in versi, Pisa, 1871;
- Ad una donna. Versi, Venezia, Visentini, 1872;
- Il peggio passo è quello dell'uscio, Milano, Carlo Barbini, 1874.
- Il primo passo, 1882.
- Fra un sigaro e l'altro: chiacchiere di Fantasio, Milano, G. Brigola, 1876, e successive edizioni tra le quali: Milano, Treves, 1930;
- Cose africane, da Saati ad Abba Carima, discorsi e scritti, Milano, F.lli Treves, 1896;
- Confessioni e ricordi, Firenze, Bemporad, 1922 (e successive edizioni);
- Ferdinando Martini, Lettere, 1860-1928, Milano, A. Mondadori, 1934.
- Nell'Africa italiana, Milano, Treves, 1891;
- Il Quarantotto in Toscana, Firenze, Bemporad, 1918.
- A Pieriposa, novella antica, Milano, Treves, 1923.